# Roselith
Roselith ist ein sehr selten vorkommendes Mineral aus der Mineralklasse der „Phosphate, Arsenate und Vanadate“ mit der idealisierten chemischen Zusammensetzung Ca2Co(AsO4)2·2H2O und damit chemisch gesehen ein wasserhaltiges Calcium-Cobalt-Arsenat.
Roselith ist das Cobalt-Analogon zu Wendwilsonit (Ca2Mg(AsO4)2·2H2O) und bildet mit diesem eine lückenlose Mischkristallreihe. In natürlichem Roselith ist daher meist ein geringer Anteil Cobalt durch Magnesium ersetzt (substituiert), was in der Formel mit in runden Klammern gesetzten Elementsymbolen ausgedrückt wird: Ca2(Co,Mg)[AsO4]2·2H2O.
Das Mineral kristallisiert im monoklinen Kristallsystem und entwickelt meist kurzprismatische Kristalle von einigen Millimetern bis etwas über einem Zentimeter Länge, findet sich aber auch in Form sphärolithischer oder körniger Aggregate oder eingebettet in Geoden und Drusen. Die Farbe der durchsichtigen bis durchscheinenden Kristalle schwankt je nach Cobaltgehalt zwischen Hell- und Dunkelrosa bis Rosenrot und wird umso dunkler, je höher der Cobaltanteil ist.

## Etymologie und Geschichte
Erstmals beschrieben wurde Roselith 1824 durch Armand Lévy, der das Mineral auf einem Stück aus der Sammlung von Charles Hampden Turner fand und nach dem deutschen Mineralogen Gustav Rose benannte. Die chemische Analyse führte John George Children durch, konnte jedoch aufgrund der geringen Probenmenge die chemische Zusammensetzung nicht exakt bestimmen.
Eine genauere Analyse des Minerals gelang erst durch weitere Funde 1873/74 in den Erzgruben von Schneeberg im sächsischen Erzgebirge, namentlich die Gruben „Daniel“ und „Rappold“. Letztere lieferte allerdings deutlich cobaltreichere, dunkel rosenrote Kristalle und gilt daher allgemein als Typlokalität für den Roselith.

## Klassifikation
Bereits in der veralteten 8. Auflage der Mineralsystematik nach Strunz gehörte der Roselith zur Mineralklasse der „Phosphate, Arsenate und Vanadate“ und dort zur Abteilung der „Wasserhaltigen Phosphate, Arsenate und Vanadate ohne fremde Anionen“, wo er zusammen mit Brandtit die „Roselith-Reihe“ mit der System-Nr. VII/C.12b innerhalb der „Fairfieldit-Roselith-Gruppe“ (VII/C.12) bildete.
Im zuletzt 2018 überarbeiteten und aktualisierten Lapis-Mineralienverzeichnis nach Stefan Weiß, das sich aus Rücksicht auf private Sammler und institutionelle Sammlungen noch nach dieser alten Form der Systematik von Karl Hugo Strunz richtet, erhielt das Mineral die System- und Mineral-Nr. VII/C.17-100. In der „Lapis-Systematik“ entspricht dies ebenfalls der Abteilung „Wasserhaltige Phosphate, ohne fremde Anionen“, wo Roselith zusammen mit Fairfieldit die „Fairfieldit-Roselith-Reihe“ (VII/C.17) und den weiteren Mitgliedern Brandtit, Cassidyit, Collinsit, Gaitit, Hillit, Messelit, Nickeltalmessit, Parabrandtit, Anorthoroselith (ehemals Roselith-β), Rruffit, Talmessit, Wendwilsonit und Zinkroselith bildet.
Die seit 2001 gültige und von der International Mineralogical Association (IMA) zuletzt 2009 aktualisierte 9. Auflage der Strunz’schen Mineralsystematik ordnet den Roselith ebenfalls in die Abteilung der „Phosphate usw. ohne zusätzliche Anionen; mit H2O“ ein. Diese ist allerdings weiter unterteilt nach der relativen Größe der beteiligten Kationen und dem Stoffmengenverhältnis von Phosphat-, Arsenat- bzw. Vanadatkomplex (RO4) zu Kristallwasser, so dass das Mineral entsprechend seiner Zusammensetzung in der Unterabteilung „Mit großen und mittelgroßen Kationen; RO4 : H2O = 1 : 1“ zu finden ist, wo es zusammen mit Brandtit, Wendwilsonit und Zinkroselith die „Roselithgruppe“ mit der System-Nr. 8.CG.10 bildet.
Auch die vorwiegend im englischen Sprachraum gebräuchliche Systematik der Minerale nach Dana ordnet den Roselith in die Klasse der „Phosphate, Arsenate und Vanadate“ und dort in die Abteilung der „Wasserhaltige Phosphate etc.“ ein. Hier ist er als Namensgeber der „Roselith-Untergruppe (Monoklin: P21/c)“ mit der System-Nr. 40.02.03 und den weiteren Mitgliedern Brandtit, Manganlotharmeyerit, Wendwilsonit und Zinkroselith innerhalb der Unterabteilung „Wasserhaltige Phosphate etc., mit A2+(B2+)2(XO4) × x(H2O)“ zu finden.

## Kristallstruktur

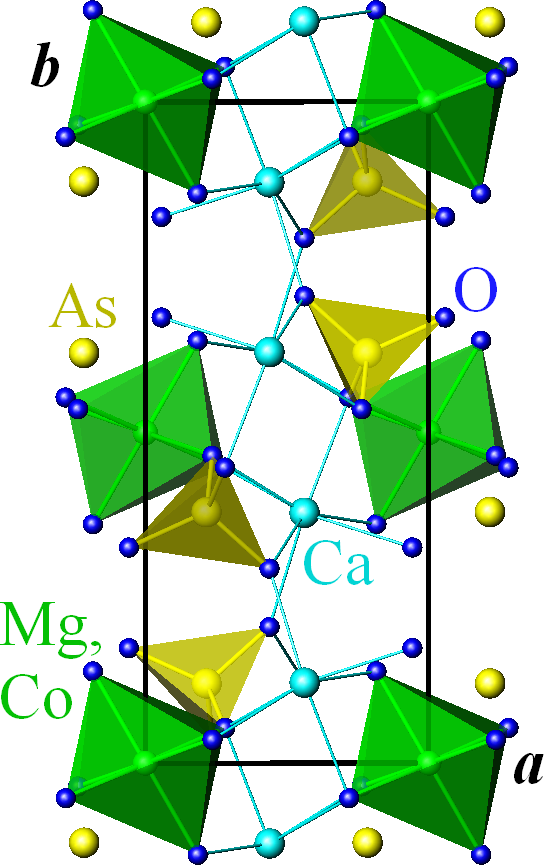
Kristallstruktur von Roselith mit Sicht in Richtung der c-Achse
Grün: Magnesium und Cobalt (gemischte Belegung), Cyan: Calcium, Gelb: Arsen, Blau: Sauerstoff

Roselith kristallisiert isotyp mit Fairfieldit im monoklinen Kristallsystem in der Raumgruppe P21/c (Raumgruppen-Nr. 14) mit den Gitterparametern a = 5,80 Å; b = 12,90 Å; c = 5,62 Å und β = 107,4° sowie 2 Formeleinheiten pro Elementarzelle.

## Eigenschaften
Roselith ist dem Erythrin farblich sehr ähnlich, kann jedoch von diesem durch Erhitzen im Glasrohr unterschieden werden. Roselith verändert dabei in charakteristischer Weise seine Farbe zunächst in ein kräftiges Lasurblau (Ultramarin) und nach völligem Erkalten in Lavendelblau. Erythrin (Kobaltblüte) nimmt dagegen nur ein bläulichschwarzes Ansehen an.

## Bildung und Fundorte

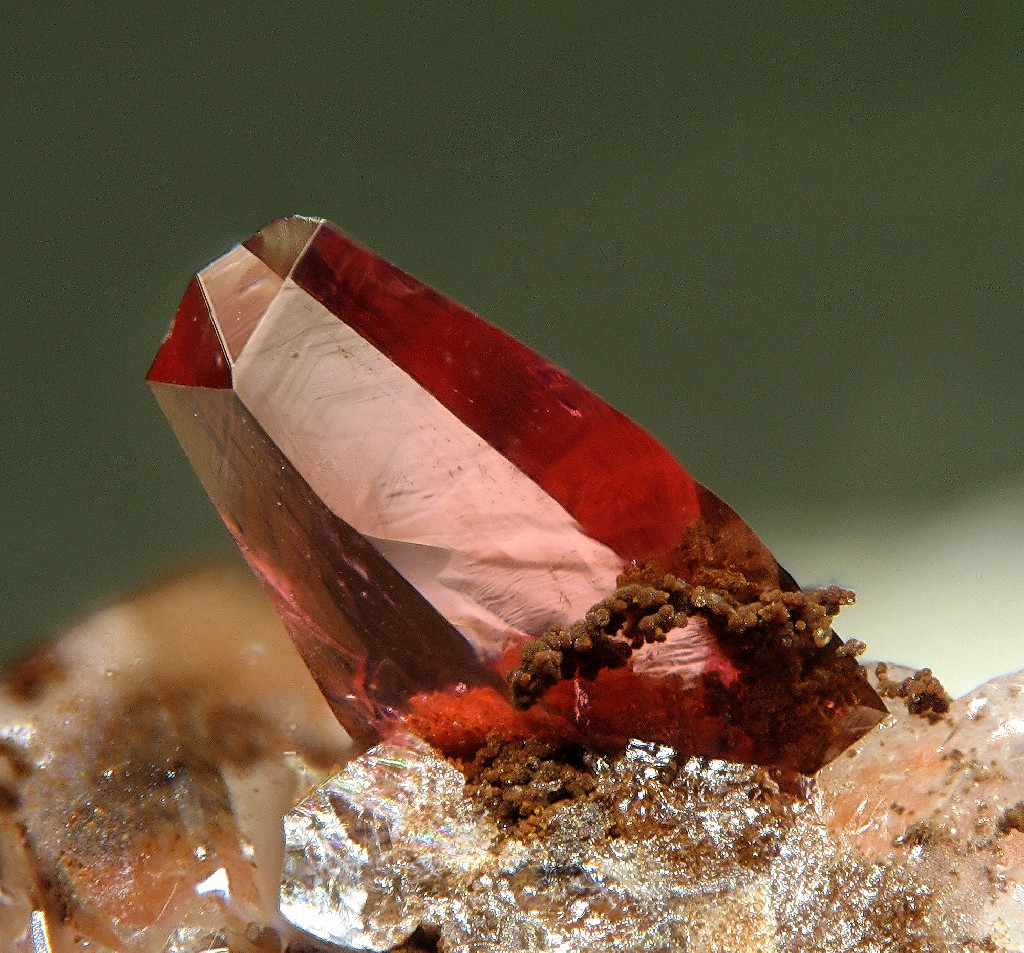
Nahezu perfekter Roselithkristall aus Bou Azzer, Marokko (Bildbreite 2 mm)

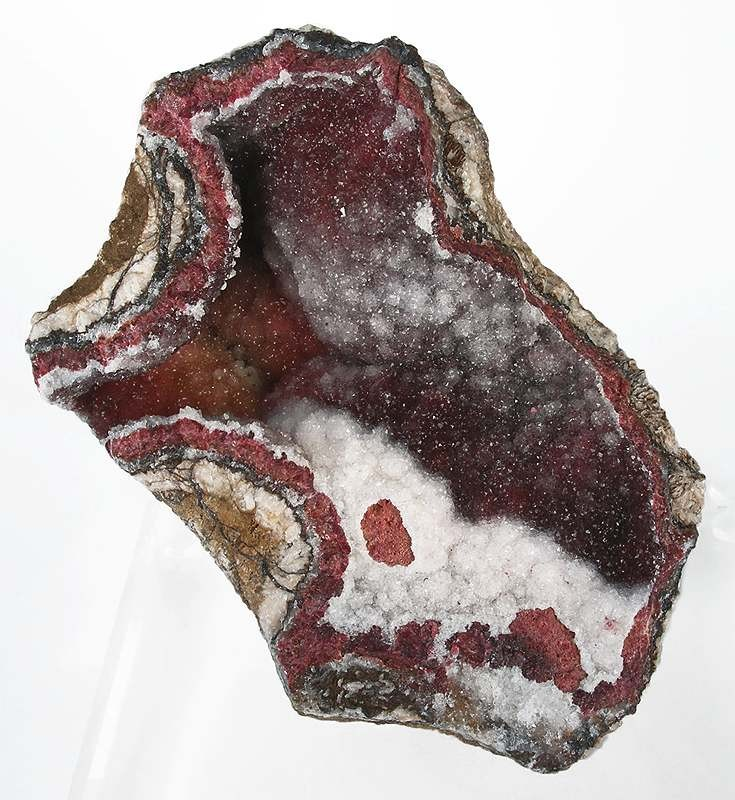
Roselith als Drusenfüllung mit Quarz aus der „Aghbar Mine“, Bou Azzer, Marokko (Größe: 12,8 × 8,5 × 5,9 cm)

Roselith bildet sich sekundär in cobalthaltigen, hydrothermalen Lagerstätten. Als Begleitmineral tritt unter anderem Talmessit auf.
Als seltene Mineralbildung konnte Roselith nur an wenigen Fundorten nachgewiesen werden, wobei bisher rund 30 Fundorte dokumentiert sind (Stand 2021). Neben seiner Typlokalität „Grube Rappold“ trat das Mineral noch in anderen Gruben des Marx-Semler-Stolln-Systems um Neustädtel im Kreis Schneeberg in Sachsen, den Gruben „Friedrich-Christian“ im Wildschapbachtal und „St. Anton“ im Heubachtal in Baden-Württemberg, bei Mackenheim und im Kreis Richelsdorf in Hessen sowie in der Grube „Grüne Aus“ bei Schutzbach in Rheinland-Pfalz auf.
Ein bekannter Fundort für Roselith sind die Lagerstätten in der Bou-Azzer-Mine nahe Tazenakht in der marokkanischen Provinz Ouarzazate, wo in über 80 Tage- und Untertagebauen reiche Cobalt, Silber- und Nickelerze abgebaut werden und auch viele schöne Roselith-Stufen zutage traten. Da in Bou-Azzer allerdings auch die farblich ähnlichen Minerale Erythrin und Wendwilsonit auftreten, ist die Verwechslungsgefahr entsprechend hoch, zumal Wendwilsonit aufgrund seiner chemischen Ähnlichkeit als Mischkristallpartner rein visuell praktisch nicht vom Roselith zu unterscheiden ist.
Weitere Fundorte liegen unter anderem die „Veta Negra Mine“ im Pampa Larga District (Tierra Amarilla) in der chilenischen Provinz Copiapó, die „Talmessi Mine“ bei Anarak in der iranischen Provinz Esfahan und die „Silvana Mine“ bei Sandon in der kanadischen Provinz British Columbia.